# Château de Berthenonville
Le château de Berthenonville est situé sur la commune de Berthenonville, dans le département de l'Eure.

## Historique
Propriété de M. Blondel de Berthenonville, il passa par héritage à la famille Méry de Bellegarde.

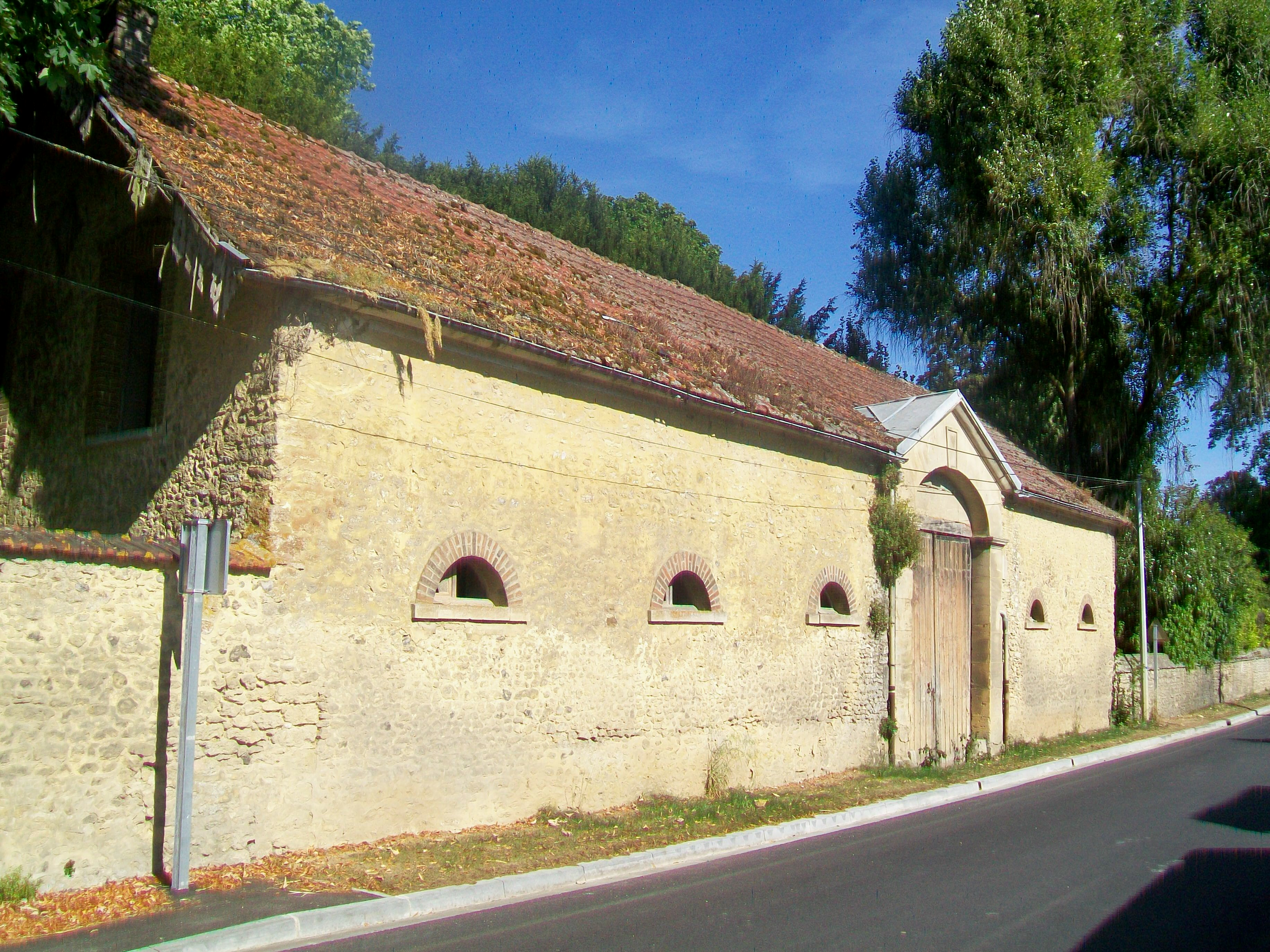
Écuries
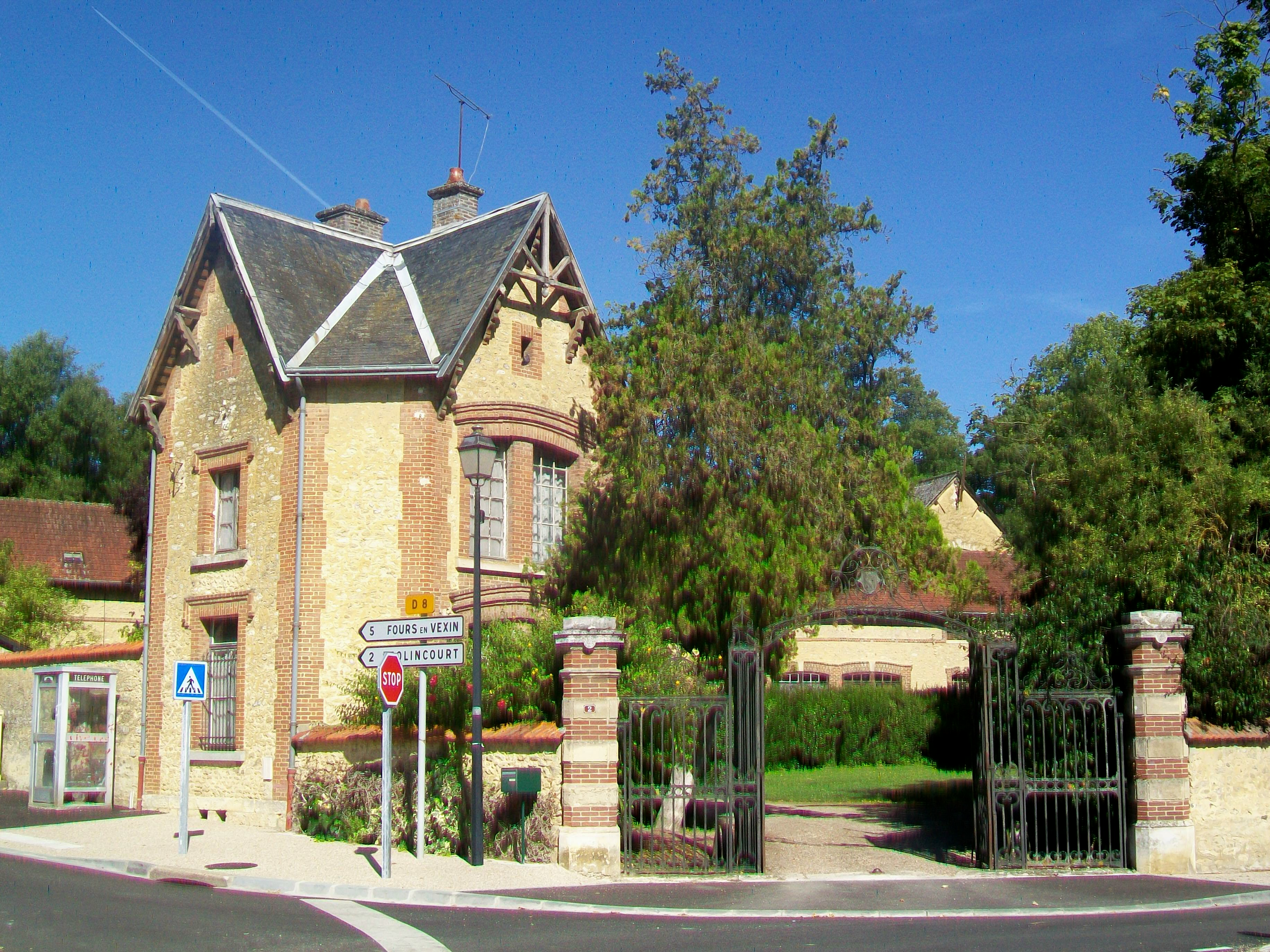
Maison du gardien